# Gouverneur (Guinée)
Pour les autres articles nationaux ou selon les autres juridictions, voir Gouverneur.
En Guinée, un gouverneur est une autorité administrative située dans chaque des huit gouvernorats. 

## Statut
Le gouverneur est un « commissaire du gouvernement », représentant les intérêts de l'État mais aussi de la région. 
Le gouverneur est nommé par le gouvernement parmi les citoyens, majeurs et jouissant de leurs droits civils et politiques. Le gouvernement peut aussi révoquer le gouverneur, non seulement pour des motifs disciplinaires, mais aussi en cas de crise de confiance entre le gouverneur et le gouvernement.

## Attributions
Le gouverneur a dans sa juridiction une mission générale d'exécution des lois, des décrets (ou des ordonnances) et des arrêtés d'exécution. Il doit veiller à la coordination des activités des organismes publics dépendant de l'État et des entités, sauf dans les domaines de la justice et de la défense.
Le gouverneur intervient plus spécialement dans les domaines du maintien de l'ordre et de la sécurité civile. À ce titre, il est une autorité importante dans le contrôle des armes à feu. Il dispose de pouvoirs en cas de troubles importants, d'accidents graves ou de catastrophe. 
Le gouverneur participe à l'exercice de la tutelle administrative sur la région, les communes et divers organismes locaux. 
Il assiste aux séances du conseil régional devant lequel il peut prendre la parole.